# كارول بلاك (كاتبة سيناريو)
كارول بلاك (بالإنجليزية: Carol Black)‏ هي كاتبة سيناريو أمريكية، ولدت في 1958 في تاكوما بارك في الولايات المتحدة.

## وصلات خارجية
- كارول بلاك على موقع IMDb (الإنجليزية)
- كارول بلاك على موقع ألو سيني (الفرنسية)
- كارول بلاك على موقع أول موفي (الإنجليزية)
- كارول بلاك على موقع قاعدة بيانات الأفلام السويدية (السويدية)
- كارول بلاك على موقع قاعدة بيانات الفيلم (الإنجليزية)
- كارول بلاك على موقع كينوبويسك (الروسية)